# Dia (軟體)
Dia /ˈdiːə/是開放源碼的流程圖軟體，是GNU計劃的一部分，程式創立者是Alexander Larsson。Dia使用單一文件介面模式，類似於GIMP與Inkscape。
Dia將多種需求以模組化來設計，如流程圖、網路圖、電路圖等。各模組之間的符號仍是可以通用的，並沒有限制。
Dia可以畫多種示意圖，並且藉由XML可以新增多種圖形。Dia以XML格式（預設以gzip壓縮節省空間）載入及儲存流程圖。

## 匯出
Dia能夠將流程圖匯出為多種格式如下：
- EPS
- SVG
- DXF（Autocad格式）
- CGM
- WMF
- PNG
- JPEG
- VDX（Microsoft Visio格式）

## 外部連結
- Dia專案首頁（页面存档备份，存于）
- 由Harry George所編寫的Dia教學（页面存档备份，存于）
- 給網頁圖表使用的Dia圖形（页面存档备份，存于）
- Windows使用的Dia（页面存档备份，存于）
- Mac OS X使用的Dia（页面存档备份，存于）